# Lidia Damunt
Lidia Damunt (n. 1978) es una cantautora y guitarrista española de origen murciano con dos álbumes en el mercado en solitario, además de haber fundado la banda Hello Cuca, junto a su hermana Mabel y Alfonso Melero.

## Historia
Tras años como cantante y guitarrista de Hello Cuca, grupo compartido con su hermana Mabel y Alfonso Melero, al igual que la discográfica Rompepistas,
sin llegar a destacar en el mercado nacional, se traslada al barrio madrileño de Malasaña, con una estancia previa en Mojácar, para comenzar su carrera en solitario.
2008 fue el año de su debut, con la publicación de En la isla de las bufandas, un álbum entre country folk y blues sin apenas producción.
Entre las canciones del disco se encontraba la versión de Hank Williams "Mansion on a Hill".
En mayo, en Madrid, participó en el Ladyfest, junto a otras artistas femeninas como Jessie Evans o New Bloods;
en julio estuvo presente en el festival Faraday Stolichnaya 2008, al que también acudieron Bart Davenport o Robyn Hitchcock,
y en el Summercase de Madrid;
en septiembre dio un concierto en el festival murciano Lemon Pop;
en noviembre acudió al Festival Única Vez, celebrado en la sala Biribay de Logroño;
en diciembre tocó en el Festival de Cultura Feminista de San Sebastián, con Afrika Bibang y Marlen Ebony.
En 2009 se paseó por multitud de festivales: empezó el año con la habitual Stereoparty organizada por su discográfica;
en abril tocó en el South Pop Festival de Isla Cristina, con otros cantautores españoles como Nacho Vegas y Christina Rosenvinge,
y en el Alternatilla mallorquín;
en mayo estuvo en el Universimad 09, con Anni B Sweet; en junio acudió al Festival Indyspensable de Madrid, en el que se celebró el vigésimo aniversario de los sellos Elefant y Subterfuge;
en julio no faltó al festival más conocido de su tierra, La Mar de Músicas.
En el cementerio peligroso (Subterfuge), a la venta el 20 de abril en CD y LP,
este último con la canción adicional "Soy Tormina" en versión revisada,
fue grabado en sonido mono en los estudios gijonencos Circo Perrotti del cantante de Doctor Explosion, Jorge.
El nombre del disco, que es el de una de las canciones, está extraído de una novela del siglo XII en la que se basó Damunt para escribir dicha canción.
Contó con la producción de Jorge Muñoz-Cobo y Mike Mariconda dotaron al álbum de mayor profundidad que el primero.
Simultáneamente a la publicación del segundo álbum, En la isla de las bufandas fue reeditado en vinilo, incluyendo una nueva canción, "No me pises los zapatos", versión de Carl Perkins.
En noviembre de 2009 se hizo público el vídeo musical de "Echo a correr", del álbum En el cementerio peligroso. Grabado en blanco y negro y dirigido por Gabriela Martí, contiene sendos homenajes a cineastas clásicos como son Jim Jarmusch, Dead Man, e Ingmar Bergman, El Séptimo Sello.
Hasta el momento, es habitual la presencia de personajes repetitivos en las canciones de Lidia, incluso cruzando de un álbum a otro. Este es el caso de Ginglain y Tormina.
Ese mismo año Lidia se muda a Suecia, alejándose de los escenarios y de la escena musical. En 2010 viaja a España para tocar en festivales como el S.O.S en Murcia o el Primavera Sound. Para este último concierto, Lidia contactó con Hidrogenesse, grupo al que admira y con quien tenía interés en colaborar. Con ellos preparó un directo eléctrico, acompañando sus canciones de sonidos electrónicos.
Fue el comienzo de una nueva etapa en su carrera musical, con la intención de no ceñirse únicamente al formato acústico y planteándose un nuevo futuro en el que componer con más libertad.
Durante 2010 y 2011 se dedica a componer canciones, dejándolas reposar y volviendo a ellas para rehacer las estructuras, las melodías y las letras. Teniendo en mente que sus nuevas canciones ya no dependerían del formato guitarra-y-voz, compone con más libertad y fantasía, con nuevas influencias y nuevas ambiciones, ampliando así el estilo folk narrativo de sus primeros discos. Como resultado de este proceso, las nuevas canciones son más concretas, con letras más condensadas y estructuras más pop.
En 2011 realiza varios viajes a Barcelona para grabar su tercer disco en solitario bajo la producción de Hidrogenesse y publicado por Austrohúngaro.
El trabajo se titula “Vigila el Fuego” y es hasta el momento su disco más pop. El nuevo disco presenta un conjunto de canciones muy variadas entre sí y con un estilo renovado respecto a sus anteriores discos, tanto en la temática como en la forma de componer, de cantar y de arreglar. Además de guitarras acústicas Lidia también toca guitarra española, eléctrica y mandola. Por primera vez sus canciones son arregladas y Genís Segarra se encarga de los arreglos de teclado y de seleccionar diferentes patrones rítmicos (Western, Polka, March, Bolero, Teen Beat) de una vieja caja de ritmos de los años 60 (Seeburg “Select-A-Ryhthmn”).

El disco incluye 10 composiciones propias y una magnífica versión del tema de 1960 Sweet Dreams de Don Gibson adaptada al castellano por Lidia Damunt y también popularizada en las versiones de Faron Young o Patsy Cline.

## Influencias
Según declaraciones de la propia artista, la cantante británica Shirley Collins y la estadounidense Janis Martin son dos de sus mayores referencias. Por otro lado, hay quien la compara a Holy Golightly.
Damunt ha sido incluida, en ocasiones, en la corriente de cantautoras folk que ha surgido en España a finales de la década de los años 2000, entre las que se incluyen Russian Red, Alondra Bentley, La Bien Querida o Anni B Sweet.

## Discografía

### Álbumes
- Telepatía.

1. "Telepatía".
2. "Tu teléfono".
3. "La Caja".
4. "Bolleras como tú".
5. "Cambiábamos la historia".
6. "Rueda conmigo".
7. "Como la miel".
8. "Mi guitarra".
9. "Quién puede arreglar".
10. "Hellinge".

- Gramola.

1. "Del mundo leguas y leguas".
2. "Ay pena penita pena".
3. "Me voy".
4. "Vive".
5. "Señora".
6. "Al ritmo de la noche".
7. "El picaflor".
8. "Mundo engañoso".
9. "Quizás un día así".
10. "Volver a los diecisiete".

- Vigila el fuego.

1. "Lengua de lava".
2. "Esperándote".
3. "La vida en un hilo".
4. "Ay pena".
5. "La escritora".
6. "La carta".
7. "Edificios con vistas al mar".
8. "Vigila el fuego".
9. "Jauja".
10. "Sueño contigo".

- En el cementerio peligroso.[23]

1. "Entre los pinos".
2. "Perdóname".
3. "Su nombre es Chaan".
4. "En el fondo del mar".
5. "El hundimiento del sirio".
6. "En el cementerio peligroso".
7. "Guinglain".
8. "Museo de historia natural".
9. "Eco eco".
10. "Echo a correr".

- En la isla de las bufandas.

1. "Soy Tormina".
2. "Isla de las bufandas".
3. "Ocho caballitos de mar".
4. "Pagan por tocar".
5. "Aloes de 50 metros".
6. "Pueblo fantasmal".
7. "El hombre del poncho".
8. "Té de jazmín".
9. "Temprano por la mañana".
10. "Mansión en la montaña".
11. "Palacio hecho de roca".
12. "Un hotel en el desierto".

### Colaboraciones
- 2009: "Aloes de 50 metros", en el recopilatorio Stereoparty 2009.[39]

### Vídeos musicales
- 2009: "Echo a correr", dirigido por Gabriela Martí.[27]

### Hello Cuca
- 2009: Esplendor en la arena, álbum recopilatorio (Austrohúngaro).
- 2006: Hello Cuca/Incrucificables, álbum split con Incrucificables (Rompepistas).
- 2004: Gran sur, álbum de estudio (Rompepistas).
- 2002: Triple dinamita, 7" (Rompepistas).
- 2000: Surf terror trio, 7", álbum de estudio (Rompepistas).
- 1998: Amor y cohetes, 7" (Rompepistas).